# Beretra Bevoay
Beretra Bevoay is een plaats en commune in het zuiden van Madagaskar, behorend tot het district Farafangana, dat gelegen is in de regio Atsimo-Atsinanana. Tijdens een volkstelling in 2001 telde de plaats 10.300 inwoners.
De plaats biedt naast lager onderwijs ook middelbaar onderwijs aan. 98,9 % van de bevolking werkt als landbouwer. Het belangrijkste landbouwproduct is koffie; andere belangrijke producten zijn rijst, casave en peper. Verder is 1% actief in de dienstensector en werkt 0,1% in de visserij.